# Orazio Gavioli (giornalista)
Orazio Gavioli (Potenza, 3 dicembre 1934 – Potenza, 26 ottobre 1997) è stato un giornalista italiano, autore, conduttore e regista di programmi radiofonici e televisivi Rai, capo degli spettacoli del quotidiano la Repubblica.

## Biografia
Orazio Gavioli nacque a Potenza il 3 dicembre 1934, ricevendo il nome del nonno chirurgo e botanico. Dopo gli studi presso il locale liceo classico Quinto Orazio Flacco, si trasferì all'Università di Roma per gli studi di medicina, secondo la tradizione familiare, contemporaneamente iniziando le prime collaborazioni giornalistiche. Entro pochi anni, anche in seguito alla prematura morte del padre, avvenuta quando Orazio aveva poco più di ventidue anni, lasciò l'università per il giornalismo a tempo pieno.

### Giornalista dello spettacolo e collaboratore in Rai
Scrisse di cultura e spettacolo per La Fiera del Cinema, L'Espresso, Il Mondo, Nord e Sud. Fu autore, conduttore e regista di programmi radiofonici e televisivi per la Rai, tra i quali Spettacolo off (1969-70) insieme a Maurizio Costanzo, Gratis (1973-74), Ma guarda che tipo! con Stefano Satta Flores (1974), Dolcemente mostruoso con Paolo Villaggio (1975), Tutti insieme alla radio (1976) e Spazio 3, settimanale radiofonico d'informazione su lettere e arti, musica e spettacolo (1976).

### Capo degli spettacoli ala Repubblica
Le sue peculiari capacità e competenze trovarono forse la migliore espressione prendendo parte al gruppo dei fondatori del quotidiano la Repubblica. Fin dal primo numero, uscito il 14 gennaio 1976, ne curò le pagine dello spettacolo, che poi diresse per oltre vent'anni. 
Eugenio Scalfari ne sottolineò l'amplissima competenza e la discrezione di modi, attestando che, sotto la direzione di Gavioli,
Nel 1989 fece parte della giuria del festival Annecy cinéma italien. Nel 1994 ricevette il Premio Domenico Meccoli "Scriveredicinema".

### Morte e ricordo
I funerali si tennero a Potenza, nella chiesa di San Michele. L'articolo in sua memoria, sul suo quotidiano, fu scritto dal suo direttore Eugenio Scalfari. Nelle settimane successive alcune occasioni furono dedicate al suo ricordo dai colleghi.
A vent'anni dalla scomparsa è stato commemorato nella città natale, della quale era stato anche animatore culturale negli anni cinquanta.

## Opere
- La stampa lucana nel dopoguerra (con Nicola Tranfaglia), in «Nord e Sud. Rivista mensile», 1959, settembre, pp. 89-118;
- Cinema e ricerca sociale, in «Nord e Sud. Rivista mensile», 1961, dicembre, pp. 95-118;
- I due nemici, Milano, Longanesi & C, 1961 (il romanzo è ridotto dalla sceneggiatura del film omonimo);
- Storia di un tiranno. Radiografia analitica di uno dei più discussi protagonisti della cultura italiana di questi anni: il regista teatrale, Roma, Nuove edizioni romane, 1973; con Corrado Augias [Estratto da: «L'Espresso colore», n. 48 (2 dicembre 1973)];
- Tante storie sulla città, a cura di Orazio Gavioli e Carlo Ciavoni, s.l., Caradossi, 1991.